# إيزيدور من ميليتوس
إيزيدور من ميليتوس هو واحد من أبرز علماء الرياضيات والفيزياء والمهندسين المعماريين اليونانيين البيزنطيين الرئيسيين (إلى جانب أنثيميوس من تراليس) ممن كلفهم الإمبراطور جستنيان الأول بتصميم كاتدرائية آيا صوفيا في القسطنطينية من 532 إلى 537. ولد في عام 475 ميلادي. يُنسب إليه إنشاء مجموعة مهمة من أعمال أرخميدس. يُنسب إليه كذلك تأليف أجزاء من الكتاب الخامس عشر المُعدّل من كتاب العناصر لإقليدس.

## سيرته الذاتية
كان إيزيدور من ميليتوس عالمًا ورياضيًا مشهورًا قبل أن يوظفه الإمبراطور جستنيان الأول. درس القياس الفلكي والفيزياء في الجامعات، في الإسكندرية ثم في القسطنطينية، وكتب تعليقًا على أطروحة قديمة حول القنطرة. درس إيزيدور أعمال أرخميدس مع أوطوقيوس. اشتهر كذلك بإصدر أول مجموعة شاملة من أعمال أرخميدس، طرسية أرخميدس، والتي ما تزال باقية حتى الوقت الحاضر.

### دروسه ومؤلفاته
أغلب أعمال إيزيدور المحفوظة هي تعديلاته وتعليقاته على النصوص الرياضية اليونانية القديمة. على سبيل الذكر، من المعروف أن إيزيدور راجع بعض أعمال أرخميدس ودققها بالإضافة إلى الكتاب الخامس عشر من عناصر إقليدس.
مع ذلك، جادل آلان كاميرون حول «مدرسة إيزيدور» الافتراضية. أثناء انشغاله بالهندسة المعمارية، عمل إيزيدور في تدريس الرياضيات والهندسة في ذلك الوقت. دعم العديد مدرسة إيزيدور ولا سيما طلابه كأوطوقيوس في تعديل الكتاب الخامس عشر من عناصر إقليدس، فعلى سبيل الذكر، يقتبس المحرر من إيزيدور، ولكنه يصرح بعد ذلك في توضيح له أن إيزيدور لم ينشر الكثير من أعماله بنفسه. بدلًا من ذلك، عمل في التدريس، وبالكاد تمكن من فهم المادة، وبسبب هذا يدعي كاميرون أن إيزيدور ساعد في تنشيط الاهتمام بعلماء الرياضيات القدامى في القسطنطينية والإسكندرية نحو عام 510.
بالإضافة إلى تحرير أعمال الآخرين، من المعروف أن إيزيدور كتب تعليقه الخاص حول «القنطرة» لهيرو الإسكندري، والذي ناقش فيه جوانب بناء القنطرة وتصميمها من الناحية الهندسية. على الرغم من أن هذا التعليق ضاع، ورد ذكره في كتابات أوطوقيوس الخاصة. عند الإشارة إلى هذا العمل، ينسب أوطوقيس الفضل إلى إيزيدور في تصميم بوصلة خاصة لغرض رسم القطع المكافئ.  سمح اختراع إيزيدور برسم القطع المكافئ بدقة أعلى مقارنة بالعديد من الطرق السابقة. يُعتقد من مؤلفات أوقطيوس (أو الشخص الذي نسخ عنه) أن أحد الاستخدامات البارزة لاختراع إيزيدور هو حل مشكلة مضاعفة حجم المكعب بصريًا. قيل أن هذا يتم عن طريق رسم قطعتين متكافئتين وإيجاد النقطة التي يتقاطعان فيها. بالإضافة إلى تطبيقاتهما الرياضية، يُعتقد أن إيزيدور سلط الضوء على استخدامات تطبيق استخدام القطع المكافئ على بناء الأقبية.

### آيا صوفيا
عيّن الإمبراطور جستنيان الأول مهندسيه المعماريين لإعادة بناء آيا صوفيا بعد انتصاره على المتظاهرين داخل عاصمة الإمبراطورية الرومانية القسطنطينية. جرى الانتهاء من البازيليكا الأولى في عام 360 وأُعيد تشكيلها من 404 إلى 415، ولكنها تضررت في عام 532 أثناء أعمال شغب نيكا، «حُرق معبد آيا صوفيا ودُمر بالإضافة إلى حمامات زاكبيكوس والفناء الإمبراطوري من البروبيلايا وصولًا إلى بيت آريس، وكلاهما من الأروقة العظيمة التي تؤدي إلى الباحة التي سُميت على اسم قسطنطين وبيوت أفراد الطبقة النبيلة وقدر كبير من الممتلكات الأخرى».
عارضت الفصائل المتنافسة من سكان القسطنطينية، الزرقاء والخضراء، بعضها البعض في سباقات العربات في ميدان سباق الخيل وغالبًا ما لجأت إلى العنف. خلال أعمال الشغب في نيكا، قُتل أكثر من ثلاثين ألف شخص. شدد الإمبراطور جستنيان الأول على عدم إحراق هيكله الجديد، كما حدث مع أسلافه، من خلال تكليف المهندسين المعماريين الذين سيبنون الكنيسة باستخدام الحجر، بدلًا من الخشب، «رُصّت صفوف من الطوب والملاط، ورُبطت بالحديد في العديد من الأماكن، دون استخدام الخشب، حتى لا تكون الكنيسة قابلة للاحتراق». بدأ بناء آيا صوفيا بسرعة كبيرة بعد قمع أعمال الشغب لدرجة أن الكثيرين يعتقدون أن جستنيان جعل مهندسيه المعماريين يبدأون في التخطيط لها قبل أن تتوقف أعمال الشغب.